# Soing-Cubry-Charentenay
Soing-Cubry-Charentenay – miejscowość i gmina we Francji, w regionie Burgundia-Franche-Comté, w departamencie Górna Saona.
Według danych na rok 1990 gminę zamieszkiwało 477 osób, a gęstość zaludnienia wynosiła 17 osób/km² (wśród 1786 gmin Franche-Comté Soing-Cubry-Charentenay plasuje się na 328. miejscu pod względem liczby ludności, natomiast pod względem powierzchni na miejscu 42.).